# جعليات
الجُعَليات أو فصيلة سكارابيدي هي إحدى الفصائل التي تنتمي إلى رتبة الخنفسيات أو غمدية الأجنحة، وتحتوي على ما يعادل 27800 نوع، من بينها الجعل (خنفساء الروث) والخنفساء الأحادية القرن.
تتميز معظم الخنافس التي تنتمي إلى هذه الفصيلة بأحجامها الكبيرة نسبياً، والتي قد تتراوح ما بين 2 إلى 180 ملمتر، وبألوانها التي قد تكون داكنة في بعض الأنواع، أو زاهية ولامعة ذات أشكال وخطوط مختلفة. كذلك، تمتلك معظم هذه الخنافس أجساماً بيضاوية ومحدبة الشكل، كما أن قرونها الإستشعارية ذات شكل عصوي مميز، وهو مقسم إلى أجزاء يمكن ضمها وفردها.
تتغذى الجعليات على مواد متنوعة، وتكون في غالبتها مواد متحللة، كالروث والفطريات، وبعض أنواع النباتات والرحيق.